# فو مینگژیا
فو مینگژیا (به چینی: 伏明霞 - Fu Mingxia) ورزشکار زن رشتهٔ شیرجه اهل کشور چین است. وی جوانترین ورزشکاری است که تاکنون مدال طلای المپیک و مدال طلای قهرمان جهان را به دست آورده‌است.
مینگژیا در سال ۱۹۹۱ وقتی ‍۱۲ سال داشت قهرمان شیرجه از سکوی ۱۰ متر شد. وی در المپیک بارسلون در ۱۳ سالگی مدال طلا را در همین رشته کسب کرد. در بین سال‌های ‎۱۹۹۲ تا ۲۰۰۰ میلادی در مسابقات بازی‌های المپیک تابستانی در مجموع ۵ مدال، شامل ۴ مدال طلا و ۱ نقره را کسب کرد.